# یکاترینا لوبازنیوک
یکاترینا لوبازنیوک (به انگلیسی: Yekaterina Lobaznyuk) ژیمناست زادهٔ ۱۰ ژوئن ۱۹۸۳ میلادی اهل کشور روسیه است.